# Milionària
Singles de Rosalía
Aute Cuture
(2019) Yo x Ti, Tu x Mi
(2019)
Milionària est une chanson de la chanteuse espagnole Rosalía sortie le 3 juillet 2019 sous le label Sony Music Entertainment et apparaissant sur l'EP Fucking Money Man. C'est la première chanson en catalan de l'artiste. 

## Contexte
Rosalía écrit la chanson à l'aéroport de Séville après la cérémonie des Prix Goya et l'enregistre dans un studio à Barcelone. La chanson parle du fait que plus jeune, elle rêvait d'être millionnaire grâce à sa musique tandis que la chanson Dios Nos Libre del Dinero contredit le message en expliquant que l'argent ne peut pas tout acheter.

## Certifications
| Pays    | Certification | Unité  | Références |
| ------- | ------------- | ------ | ---------- |
| Espagne | 2 × Platine   | 80 000 | [ 3 ]      |